# Absolution for Idiots and Addicts
Absolution for Idiots and Addicts è un EP promozionale pubblicato nel 2006 dal gruppo ska punk statunitense Less Than Jake prima dell'uscita del successivo album di studio, In with the Out Crowd. Questo EP contiene due tracce pubblicate nel disco completo (Overrated e Rest of My Life) e due successivamente non incluse (We, the Uninspired e Negative Sides of Optimistic Eyes). È stato pubblicato il 14 marzo 2006, in vendita su iTunes ed in negozi di musica indipendente.

## Tracce
1. Overrated (Everything Is) - 3:10
2. Negative Sides of Optimistic Eyes - 2:37
3. We, the Uninspired - 2:04
4. The Rest of My Life - 3:32